# Обща хилендарска грамота на Стефан II Милутин и Стефан Душан
Общата хилендарска грамота на сръбските крале Стефан II Милутин и Стефан Душан е средновековен документ от XIV век, съхраняван в архива на Хилендарския манастир под сигнатура АХС 141/143, свитък No. 10. Грамотата представлява късна компилация от текстове на три кралски грамоти за Хилендарския манастир – две, издадени от Стефан II Милутин в края на XIII и първото десетилетие на XIV век, към които е прибавен и текст на Стефан Душан, с който се потвърждават дарения на манастира, направени от протосеваст Хрельо.

## Особености
Грамотата е написана върху два слепени пергаментни листа с обща дължина 1874 mm и ширина 356 mm. Състои се от 175 реда заедно с кралския подпис, като ред 140 съдържа само думата того, а ред 141 започва върху втория пергаментен лист. Писмото е унициално от средата на XIV век. Текстът е изписан с черно мастило, като за инициала В, киноварните слова и кралския подпис с кръста пред него е използвано червено мастило. Инициалът В в началото и кръстът пред подписа на краля имат скромна украса.
Под кралския подпис, на достатъчно голямо разстояние, са направени четири квадратни прореза, подредени в ромбоидна фигура. Под четирите дупчици, в самия край на свитъка, който е прегънат, са направени две квадратни дупчици, през които е прокарана и завързана копринена червена връв с висящ върху нея позлатен печат от времето на Стефан Милутин с диаметър 40 mm. Върху аверса на печата е изобразен кралят. На главата му – корона с препендули, в дясната си ръка държи скиптър под формата на тризъбец, а в лявата – свитък. Над фигурата на владетеля е изобразена голяма ръка, която го благославя, а в полето под и над нея са изписани инициалите ЇС ХС. Легендата е изписана в кръг и гласи: [С]ТЕФАНЬ † ꙊРѠШЬ МИЛ[ОСТЇ]Ю Б<О>ЖИѠМЬ КРА[ЛЬ]. На реверса на печата е изобразена фигурата на св. Стефан с кандилница в лявата ръка и потир в дясната. Легендата от тази страна е разположена вертикално в полето от двете страни на светеца. От едната страна е изписано С<ВЕ>ТЫ СТЕФАН, а от другата – <СВЕТ>Ы СТЕФАНЬ ПРВОМꙊЧЕНИКЬ И АРХИДИАК[ОНЬ].
Печатът е повреден на места, защото е бил откъснат от друга грамота.

## Датировка
Грамотата няма дата. Сред изследователите няма и единодушно мнение относно времето, в което е съставен документът. 
Първоначално сръбският изследовател Владимир Мошин датира документа след смъртта на протосеваст Хрельо и Стефан Душан, та дори и след Черноменската битка, след която Струмишко, Сярско и Скопско отпадат от Сръбската държава, а атонските манастири губят реална представа за ситуацията в тези области и за състоянието на владенията и имотите в тях. В такава ситуация на манастирите се налагало да търсят потвърждение на правата си върху тамошните имоти, а понякога дори и да посягат върху имоти, принадлежащи на други манастири, като за целта се прибягвало до преправяне на официални документи от по-старо време или до изфабрикуването на нови такива. По-късно Мошин променя мнението си и датира грамотата към 1343 г., от времето на Стефан Душан, като дори допуска тя да е съставена и с негово позволение.
Според Сима Чиркович Общата повеля най-вероятно е съставена през осемдесетте години на XIV век въз основа на изгубен оригинален акт за даренията на протосеваст Хрельо от 1343 г.
Според Маряна Живойнович грамотата е изфабрикувана в Хилендар във връзка с намеренията на манастира да поиска потвърждение на свои имотни права в сръбските земи и най-вероятно е била използвана още през юни 1355 г., и то приживе на Стефан Душан.. Според авторката грамотата е манастирски препис, направен между 1347/1348 и 1355 г., и то от оригинален документ на Стефан Душан – общ потвърждаващ хрисовул, създаден между май 1336 и декември 1345 г.
В палеографско и езиково отношение документът би могъл да бъде отнесен към средата на XIV век или дори към края на тридесетте и началото на четиридесетте години на XIV век. Поради това някои автори смятат, че грамота е съставена в Хилендарския манастир, като най-рано това би могло да се е случило между 1336 г. и 1343 г.

## Текст на грамотата
| „ | В пространството на Небесния разум божествените сили, които летят високо, армиите на ангелите и архангелите, които на трапезата на заветния кивот приемат хляба небесен, удивляват се на благовещението, защото не знаеха за Въплъщението, което е в твоята пресвята утроба. И като узнаха, преплетоха славословия с пастирите; и с мъдреците удивляват се на звездопришествието, а Младенецът лежи в яслата – за милостта и човеколюбието на девичеството твое, пречиста владичице, не мога да принеса достойна похвала, защото грешни души и скверни устни има сред людете. Где такова богатство се намира, къде такова упование и такива надежди? Кой ще да излекува онзи, който не е дошъл да се лекува, откъде такова зрение за слепия по рождение, че да види толкоз красота, такава доброта, такава чистота? И отново колко нечисти и скверни бузи ще изрекат похвала за изрядната девическа чистота твоя? И какво да направя аз, окаяният, на когото липсва всичко това – какви достойни думи да ти отправя, Божия майко, понеже застъпница си за християните и тихо пристанище за люшканите от вълните на бурята на греховете, понеже си милостива и Милостивия Бог си родила, с милостта си помилуй и мен, грешния, понеже във всичко съм съгрешил, защото знам, че ти си приела частица от Светата Троица и си я родила. И заради честите мои грешни деяния не се погнусявай от мене, грешния, защото Онзи, Когото си родила от пречистата си утроба, зрение даде на слепите по рождение, а смрадливите възкреси. Аз, който в последно време оставих царството си в чест на твоето помилувание, заради това надеждата моя не посрамвай: сляп по рождение, просветли ме, смрадлив, възкреси ме, за да се прослави и от мен светото име твое. И написа това кралство ми, да знаят всички: хрисовулите, сътворени от дядо ми и баща ми на Света Богородица в Света гора Хилендарска, в които [има] села и власи, и пасища, – намери кралство ми едно повредено, друго изгубено, и от тези същите дарения на прародителя и родителя на кралство ми описах всичко в този хрисовул. Село Гюргевик, Петровик, Крушево, Книна, Рубечи поток, Дрестник, Гребник, Говен, Долец, Трег, Книнец , Петърче, двете Враники, Беличище, Видение. А в тези села две лозета – едното в Крушево, а другото в Пеки. Щупел над Пек архиепископски, Захак на Бистрица и на него пчелин и пчелари. А имената им: Добърко, брат му Братослав, Брайен, Гнуса. И всички пчелари да не работят нищо друго, само да са пчелари. И ако по някое време погине пчелин, тези пчелари да го поставят за своя сметка. А в Призрен селата: Сламодраже, Непробище, Момуша, двете Хотче, долното и горното, и половин Добродолян, а другата половина е на Света Богиродица Студеничка, и половината лозе в Желчище, а другата половина е на Света Богиродица Студеничка. Пчелин в Търновци, под Долно Хотче, а за тях двама пчелари. В Моравица – Брезово и със заселките. В Лозница у Морава – лозе, в Зетя – половината Каменица с хората по име Домушичи. В Плаво село – Досуге и със заселките. А това са власите: княз Войхна с децата, зет му Първослав с децата, брат му Станислав, другият – Бързотик, Драгомир с децата, син му Бунило с децата, другият му син Братан с децата, Предимир с децата, Шербан – брат му, с децата, Негослав с децата, брат му Рад с децата, Десислав с децата, Байло с децата, Драгослав с децата, Станило с децата, Ярослав с децата, Радота с децата, Крайслав с децата, Войсил – брат му, стрико му Гърдус с децата, другият му стрико Войхна с децата и зет му, братовчед му Петралит с децата, Десимира с децата, Десислав Гръдовик с децата и със сираците си Мирен, Братан, които си е довел от Гърк, синовете му Гостимир с децата, Хлапота с децата и синът му с децата, Хранислав с децата, Дуд с децата, Гръд с децата, сестрата Хранишина с децата, Ян с децата, тримата синове Белинови, Бобая с децата, вдовицата Таина, поп Българин с децата, Нег с децата, Берислав с децата, Доброта с децата, шуреят му Бач с децата, брат му Драгослав с децата, Братая с децата, брат му Добърчин с децата, Стан с децата, Братослав с децата, Добрав, Шербан, син му, Неготик, Балосин, Воин с децата, Станислав с децата, Гръд с децата, Хранило с децата, Кукор с децата, Дод с децата, Десо с децата, Братомир с децата, Воислав с децата, Първе с децата, Продан с децата, Наход с децата, Борислав с децата, брат му Сърдан с децата, другият му брат Добромисъл с децата, Драгослав с децата, Добърчин с децата, брат му Гръд с децата, Воислав с децата, брат му Бодин с децата, Радомир с децата, Станислав с децата, Рад с децата, брат му Радосин с децата, Воин с децата, Братослав с децата, Кулин с децата, Краета с децата, син му Първослав с децата, Кундедат с децата, Драгуш – синът му, Драгослав с децата, брат му Воин с децата, брат им Рад с децата, Гюрг Калиманик с децата, Братослав с децата. А това са, които господин кралят предаде на светата църква: Лала с децата, зет му Стан с децата, Балица с децата, Лиман с децата, Сърдан с децата, Лала с децата, Мудре с децата, Радота с децата, Рад с децата, Добре с децата, Куманица с децата, Добромир с децата, Братослав, Драгомиривият зет, с децата, Брез с децата, Мужило с децата, Добромир, брат Главешев, Добрил с децата, Негован с децата, Рад с децата, Брая с децата, децата на поп Рад, Коста и Радомир, Братосин с децата, Храниша с децата, Първослав с децата, брат му Грубша с децата, Манойло с децата. И планината Добри дол. И пасището от царинския доход (имот) – Раковица. И този, който дойде в Светата църква от онези земи, където не владее кралство ми, също като людете от тази земя или е парик или влах, или какъвто и да е чуждоземец, да си го има светата църква. И като видя кралство ми, че беше повреден хрисовулът на господина и отец ми, великия крал Стефан Урош, договори се кралство ми с архиепископ Евстатий Втори и с госпожа майка ми, кралица Елена, и с всички епископи сръбски – с епископа зетски Йоан, с епископа рашки Филип, с епоскопа звечански Данило, с епископа хвостански Йоан, с епископа хумски Евстатий, с епоскопа призренски Дамян, с епископа топлички Герасим, с епископа будимлянски Герман, с епископа липленски Антоний, с епископа скопски Никола, с епископа дебърски Йоан, с моравишкия епископ Кирил – и преписах този хрисовул на Светата Богородица Хилендарска. И като видя кралство ми, че тази свята църква няма пасище в хвосненанската земя, и дадох пасището Лабичево, а междата му, както тече Рибник в Дрим, и от Рибник по течението до Саспища, право по Козник на дела, където камък се валя насам-натам, и на Вели връх пряко Понора на Градище, право на Рупе, на горното чело на Горачево по пътя, както минава пътят посред Горачево в Любижна и както се влива Любижна в Дрим. А тази межда отдели севаст Обрад Маниак. И видя пак кралство ми, че тази свята църква плаща на година 12 жребеца на пастири като белег, и затова приложих власи, а други власи избрах от църковните власи, да пасат църковните кобили, а да не взимат от църквата белег никакъв, и нещо повече – ако изгубят нещо, да си го платят от себе си: за кон по 30 перпера, а за кобила по 20 перпера да платят на църквата. Затова ги освободи кралство ми от всякакви работи на кралството ми, малки и големи: да им не е понос никакъв – ни житен, ни винен, ни провод, ни конен, ни пса, ни апокрисар, нито друг властелин на кралството ми. Нито в Света гора да ходят по някаква принуда, освен да пасат кобилите на светата църква. А имената на тези власи са: Воин с братята и децата, Строислав с братята и с децата, Негомир с децата, Драган с децата, Ярослав с децата, Дабе с децата и зет му Хърс, Хранислав с децата и с братята, Дмитър с децата, Предислав с братята и с децата, Хранислав с децата и с братята, Букор с децата, Грубша с децата, Драгослав с децата, Раиша с братята, Димитър с децата, попът, който им е работил. А това са власите църковни и тези да пасат конете: Уричик, Радомир с братята, Ян с децата, Драгослав Добретик с братята, Братослав Мъня с децата. И отдели кралство ми 24 кобили от своите кобили и приложих ги на своята килия, на пирга, който създадох на морето, и да ги пасат онези власи, които даде кралство ми, както и църковните кобили. И да им се дава сол с църковните кобили, и каквото мъжко се роди, да се дава на пирга. А калугерът пиржанин да няма грижа за пастирската храна, ни за дрехите, нито пастир да храни, а само да им се дава от църквата. И намери кралство ми трима човека в Горачево – Гюргица, Радослав и Продан, и дадох ги на своя пирг, да бъдат пчелари, за свещи за Спасителя. И освободих ги от всички работи на кралство ми и църковни, както и власите – гореписаните пастири, и да ги управлява пиржанинът калугер, и да им не е никаква работа, освен да пасат кошерите. И ако погине някой от кошерите, те да платят от себе си. И още, в което време се случи да погинат пчелините, те да ги поставят от себе си. А от пакости някакви и от неправди да ги пазят и да отговарят църковните владици. И придаде кралство ми църквата на великославния архистратиг Михаил, която е в град Щип и която протосеваст Хрельо с душевна любов из основи създал и украсил с красоти църковни, да бъде приложена тази църква на манастира на славната наша държава, който е в Света Гора, който се нарича Хилендар, в памет на кралство ми и в негова памет, понеже изволи към това място да приложи мястото, което е купил в град Щип, или дворни места, или воденици, или ниви. И придаде кралство ми на църквата и на архистратига от щипското подградие 50 люде, а това са имената на тези люде: Гърчин, Грозо, Драгобратовият син с бртята си, Братил, Ганьов зет, с децата, Влад, дяков син, Герговица, Гърчин, Деов син, Утяхови, Никола зидар, Мързен с децата, Грубша с шурея, Добромир с брат му, Доброслав, Гонов син, с брат му, Туде, технитаровият син, Герго ковач, Тудевият син Продан и зет му Коо с децата, Калин с братята си, Слав и зет му Иван, Михо, Лелов зет, Драган, Андроников син, Драгослав, Негованов син, с децата, Братан, Негованов зет, Михо, Дипотинов зет, Доброслав, Зверков син, Драган, Бобешанов син, с братята си, и Васил Драго с децата, Туде, Николин син, с братята си, Драгослав, Рипетин син, Стао, Кричанов син, Дмитър, Радов син, с братята, Радомировият зет с децата, Лея, обущарят, с децата, Манойло, Калеков син, със зет си Добрик, Петър, Деов зет, Никола, Евдокимов син, с братята, Дражо, Пилов син, с децата, Добре, Пилов син, и брат му Яно с децата си и зет им Братило ковач с децата, Манислав с децата, Калиман с децата, Братица с брат му, Георги златар с децата, Никола обущар с децата, Бао, Миренов зет, Дарослав, пъдарев син, с братята, Вранотноко, Придечин зет, с брат му, Рад Сърбин с децата, Стрезо шапкар с децата, Рао, Дражин син, Драгослав, Кукоров зет, Стефан, Десибратов син, с брат му, Богдан Криводърво с децата. И търгът щипски, и законът за подградието е: които са отроци с коне, да им е закон, когато дойде икономът на краля или по каквато и да е работа, то те [да дойдат] с него на коне, а да не им се вземат коне, нито пък да се подлагат под товар, но самите те с тях [конете] да идват на каквато и да е църковна работа; а които са без коне, да орат ден есенен и ден пролетен и да го пожънат и извършеят, и ден на лозето да копаят. И придаде кралство ми запустелите отдавна селища, а имената на селищата: Бряст и Сухогърло, и Лесковица, и Видче, и Дренок, и междата Армасан с всички люде и заселените в тези села, които е заселил от други земи. И селището Бресток през Лъкавица, на Бясна воденица, и Калугерица, и пасището Полица с всички правдини и межди на тези села, и селото в Ключ Кунарани с париците и с техните стаси, и с всички правдини на това село. И не пренебрегна кралство ми неговата молба, но утвърди и записа кралство ми да бъде утвърдено и непоколебимо на Света Богородица Хилендарска, както и онези, които са вписани в хрисовулите на родителите и прародителите на кралство ми; по този начи и всички тези [привилегии] са вписани [тук]. Поради това кралство ми освободи от малки и големи работи, да им не е ни град, ни позоб, ни поклисар, ни псар, ни някой друг от властелите на кралство ми, но само настоящият игумен на Света Богородица Хилендарска, и когото той благоволи да постави да владее храма Свети архистратег Михаил, той да е, и никой друг. И придаде кралство ми църквта Света Богородица, която е в Лояна, със селото Лояна, с всички межди на това село и с всички правдини, и с лозята, и с нивите, и с ливадите, и с водениците, и със заселките Къкрино и Заплъжине, и Кобиля глава, и Добрутовци, и Градище, да е метох на Света Богородица Хилендарска. И селището Вълчи лъг в Струмишкото поле с цялата власт и правдини. И планината Огражден, и пасището Червена поляна, синурът Василица, синурът Стълбица и Драгшан, и Петрово, и Сливница, и Княгиня на брезнишкия път и на Фругопулово селище. И в Струмица мястото Тетрагонитово, да направи църква и къща, да е метох на Света Богородица Хилендарска, и човек в Струмица Бале Екса, арменец, с децата. И придаде кралство ми църквата Света Петка на Брегалница, която е изградил Керба сам със своите ръце и с труд, а още изписал и украсил с църковни краски, да е метох на Съвета Богородица Хилендарска с лозята, с нивите, с нивите и сенокосите, а още и пасищата и земята, която му е дал господинът и родител на кралство ми, и тива да си има църквата. И който си иска от неговите люде или който и да е свободен човек, да премине свободно под [властта на] църквата Света Петка. И кралство ми освободи онези люде от всички работи на кралство ми, малки и големи, както е писано по-горе. И църквата Свети Георги, която е иззидал Берислав в селището Сръбшор с лозята и с нивите, и с цялата власт на тази църква. Синорът от Пупавница по дела на Локва и на Горница, па на друма и на Зъбово крушие, надолу по реката до Трапа сръбски да е метох на Света Богородица Хилендарска. Поради това утвърди и записа кралство ми да бъде утвърдено и непоколебимо на Света Богородица Хилендарска, както и другите, които са вписани в този хрисовул, по същия начин и тези всички неща са вписани. Който ли се намери такъв и се опита да развали тези записани и утвърдени от мен, крал Стефан, и от правоверния властелин на кралството ми Хрельо, да му е отмъстител Господ Бог и пречистата майка Негова и да го порази силата на животворния кръст, и да е проклет от Бога и от триста и осемнайсетте свети отци никейски, и от всички светии, угодили Господу, и от кралство ми да е проклет и да е съучастник на предателя Юда и на казалите: кръвта Му на нас и на чедата наши. А такъв да понесе гняв и наказание от кралство ми и да плати на кралство ми 300 перпера. Стефан, в Христа благоверен крал и самодържец на всички сръбски и приморски земи. | “ |